# Irina Allegrova
Irina Aleksandrovna Allegrova (Russisch: Ирина Александровна Аллегрова; Rostov aan de Don, 20 januari 1952) is een Russische zangeres.

## Biografie

### Jeugd
Irina Allegrova werd geboren op 20 januari 1952 in Rostov aan de Don in het zuidwesten van Rusland. Haar vader Aleksandr Sarkisov, die later zijn naam liet veranderen naar Allegrov, was een acteur en regisseur van Armeense afkomst en haar moeder Serafima Sosnovskaja was van Oezbeekse afkomst. Allegrova woonde het grootste gedeelte van haar kindertijd in Bakoe, waar ze in 1969 haar school afmaakte.

### Carrière
Begin jaren zeventig begon haar carrière. In eerste instantie was ze leadzangeres bij verschillende bands. Nadat ze in 1975 wordt geweigerd voor de Russische Universiteit voor Theaterkunsten besloot ze om privé zangles te gaan geven. Hierna werkte ze nog een tijdje als solist bij een aantal orkesten. In 1982 stopte Allegrova voor een korte tijd met zingen en ging verder met een van haar hobby's, namelijk koken.
In 1983 en 1984 werkte Allegrova als zangeres in hotels en restaurants. Hier ontmoette ze ook producer Vladimir Doebovitski die haar voor de componist Oskar Feltsman een auditie liet doen. Feltsman zag potentie in Allegrova en schreef in 1985 het liedje Golos rebjonka voor haar. Vervolgens begon ze te werken als zangeres en achtergrondzangeres in een aantal ensembles en bands die Feltsman had opgericht. Feltsman's vriend David Toechmanov kwam op het idee om haar zangeres in de rockband Elektrokloeb te laten zijn. Met deze band ging Allegrova op tournee door heel de Sovjet-Unie. In 1990 verliet ze de groep.
Hierna ging ze solo en begon een reeks met singles uit te brengen. Allegrova verscheen ook vaker op televisie, wat haar bekender maakte onder de mensen in Rusland. In 1992 bracht ze haar eerste solo-album uit. Van 1996 tot 1999 trad ze veel op met de zanger Igor Kroetoj. Na de eeuwwisseling ging Allegrova veel op tournee. Ter ere van haar 55ste verjaardag in 2007 werd er een documentaire over haar uitgezonden op Pervyj Kanal.
Op 30 december 2010 ontving Irina Allegrova uit de handen van toenmalig president Dmitri Medvedev de eervolle titel Volksartiest van de Russische Federatie voor haar bijdrage aan de kunst.

### Pensioen
In 2012 maakte ze bekend om met pensioen te gaan en dat haar toenmalige tournee, die in 2014 stopte, de laatste zou zijn. In haar leven heeft ze onder andere in meer dan twintig landen opgetreden. Na haar pensioen is Allegrova nog regelmatig te zien als jurylid tijdens verschillende talentjachten.

## Privéleven
Irina Allegrova is in haar leven vier keer getrouwd geweest. Ze heeft één dochter: Lala Allegrova.

## Discografie

### Albums
- 1992 - Strannik moj
- 1994 - Soezjenyj moj
- 1994 - Oegonsjtsjitsa
- 1996 - Ja toetsji razvedoe roekami
- 1997 - Imperatpitsa
- 1998 - Nezakontsjennyj roman
- 1999 - Teatr...
- 2001 - Vsjo snatsjala
- 2002 - Po lezvijoe ljoebvi
- 2004 - Popolam
- 2005 - S dnjom rozjdenia
- 2007 - Allegrova 2007
- 2010 - Irina Allegrova Ekskljoezivnoje izdanie

- International Standard Name Identifier: 0000 0000 3588 5030
- Library of Congress Control Number: n2008010684
- Nationale Bibliotheek van Letland: 000339503
- MusicBrainz: 24b79f21-8628-4ab6-ada7-ec27f9a90fb3
- Virtual International Authority File: 43767328
- WorldCat: E39PBJwCTDYbht9qmTdWMcqbBP